# Rio Cârpa
O Rio Cârpa é um rio da Romênia, afluente do Râul Mare, localizado no distrito de Alba.